# Udacity

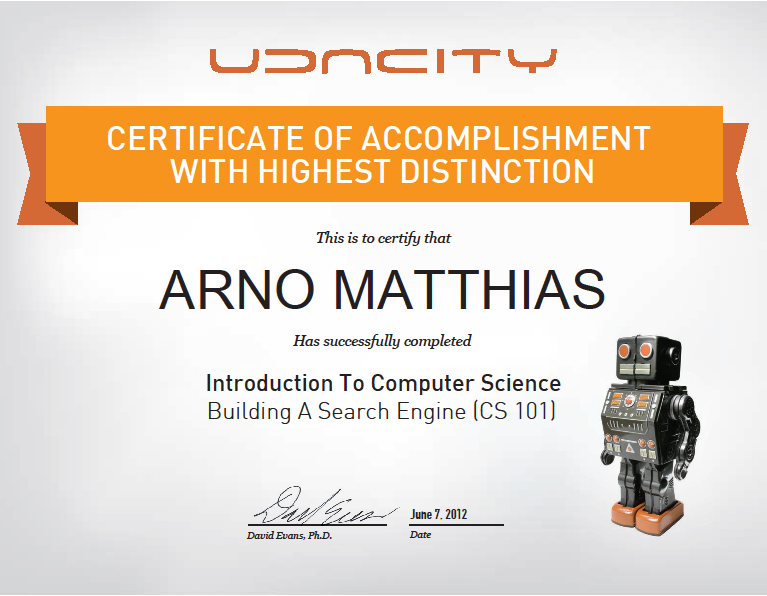
Udacity-Zertifikat

Udacity ist eine private Online-Akademie und Plattform für MOOCs, die 2012 von Sebastian Thrun, Mike Sokolsky und David Stavens gegründet wurde, um Vorlesungen und Prüfungen auf der gleichnamigen Website, anfangs kostenlos, verfügbar zu machen. Zusammen mit Partnern (u. a. Google, Facebook, Salesforce.com) entwickelt das Unternehmen Kurse, die klassische Bildung mit Berufsfähigkeiten verbinden sollen. Udacity hatte laut kressreport im September 2014 2,8 Millionen Kursteilnehmer aus 119 Ländern.

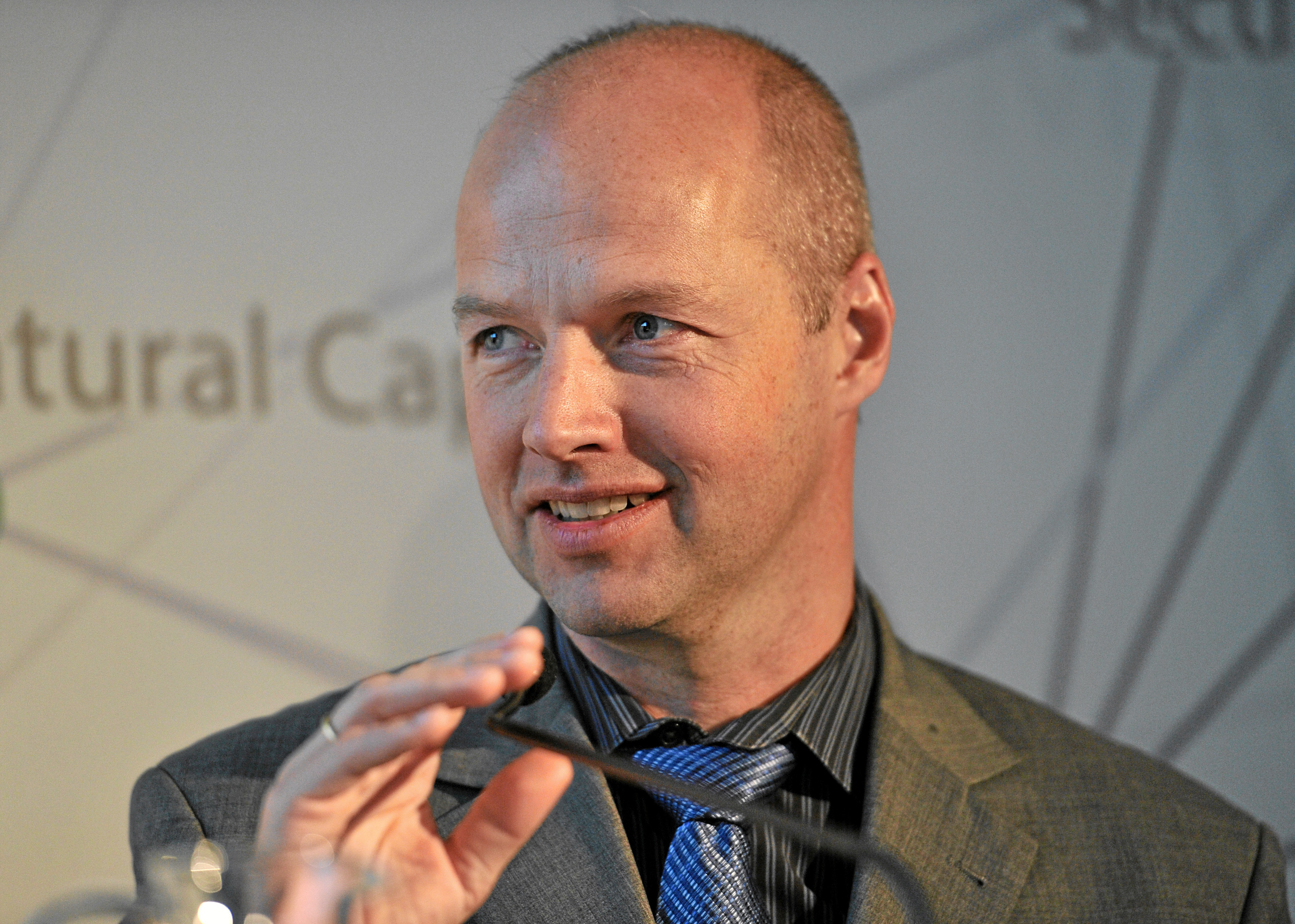
Udacity-Gründer Sebastian Thrun 2013

## Entstehung
Grundlage waren Informatik-Vorlesungen aus dem Jahr 2011 an der Stanford University. Von Februar bis April 2012 waren zwei Kurse verfügbar, die weltweit von 90.000 Teilnehmern verfolgt wurden. Zusätzlich bietet Udacity eine Jobbörse, um Absolventen an Arbeitgeber zu vermitteln. Die Unterrichtssprache ist Englisch. Im November 2013 räumte Thrun ein, dass Udacity ein „lausiges Produkt“ habe und dass die Online-Plattform ihre Unternehmensstrategie in der Form verändere, dass sie in Zukunft ihren Fokus statt auf Wissenschaftsfächer eher auf berufliche Weiterbildung setzen werde.
Im September 2014 berichtete der kressreport, Udacity habe eine Finanzierungsrunde erfolgreich abgeschlossen und Bertelsmann habe sich „mit einem signifikanten Anteil“ beteiligt.

## Funktionsweise
Das Kursangebot wächst stetig; im Wesentlichen behandelt es Themen der Informatik und Programmierung und wurde mittlerweile um Physik, Mathematik, Betriebswirtschaft und Psychologie erweitert. Die Kurse sind auf etwa 7 Wochen Dauer angelegt, können in der Regel aber frei und damit nach einem individuellen Rhythmus bearbeitet werden.
Die Unterrichtseinheiten bestehen aus zahlreichen kurzen Videos, die von Verständnistests unterbrochen werden. Die Tests sind als Quiz gestaltet oder umfassen Aufgaben, die in diversen Programmiersprachen gelöst werden sollen. Die Verständnistests werden unmittelbar und automatisch geprüft und mögliche Antworten anschließend per Video erläutert. Jede Wocheneinheit schließt mit einem Hausaufgabenteil ab. Die letzte Kurswoche schließt mit dem Final Exam ab, das wie ein Hausaufgabenteil funktioniert, sich aber thematisch über den gesamten Kursinhalt erstreckt. Nach bestandener Abschlussprüfung steht ein entsprechendes Zertifikat zum Download bereit. Seit Mai 2014 werden Zertifikate allerdings nicht mehr für kostenlose Kurse ausgestellt. Fragen zum Kurs können in einem Diskussionsforum mit Betreuern oder anderen Teilnehmern besprochen werden.

## Medienecho
Udacity wurde bereits kurz nach der Gründung Thema in den Medien, vor allem in den Vereinigten Staaten, wo Hochschulbildung sehr kostspielig sein kann. Udacity wurde von der Computerzeitschrift Chip als „Initiative des Jahres 2012“ ausgezeichnet.